# Perdiguera (planta)
Perdiguera (Helianthemum apenninum), és una espècie d'heliantem. La seva distribució és holàrtica: mediterrània, submediterrània, atlàntica cap al nord fins al sud d'Anglaterra al sud fins al Magrib. És una espècie autòctona als Països Catalans; a les Balears només es troba a la serra de Tramuntana de Mallorca.

## Descripció
Planta perenne camèfita de 10 a 50 cm d'alt. Pètals blancs o de color de rosa; fulles de 5-30 x 1-6 mm, amb el marge més o menys revolut (com les fulles del romaní) linears o oblongo-linears. És una mata tomentosa més o menys grisenca. Les flors es disposen en cima simple de 3 a 15 flors que fan uns 30 mm de diàmetre, pentàmers (amb cinc pètals). Floreix de març a juliol. Fruits en càpsula subglobosa pubescent.

## Hàbitat
Pastures seques, brolles, timonedes. Viu des del nivell del mar a 1.750 metres d'altitud.

## Subespècies i varietats
- subsp. apenninum
  - var. roseum
  - var. tomentellum
  - var. apenninum amb pètals de color rosa, es troba a Mallorca i part de Catalunya
  - var. caralti
- subsp. pilosum
- subsp. violacum